# Hätten Sie’s gewußt?
Hätten Sie’s gewußt? war eine 45-minütige Quizsendung mit hohen Einschaltquoten, die von 1958 bis 1969 vom Bayerischen Rundfunk produziert und im Deutschen Fernsehen im Hauptprogramm ausgestrahlt wurde. Moderator war Heinz Maegerlein.
Die Sendung lief zunächst im Abendprogramm. 1961 wurde der Sendeplatz auf den Nachmittag verlegt.
Die Idee zum Spiel stammte aus den USA, es hieß dort Twenty One.

## Ablauf
Die zwei Kandidaten saßen jeweils in einer schalldichten Kabine. In jeder Runde wurde ein bestimmtes Wissensgebiet (z. B. Fremdwörter) bzw. eine bestimmte Kategorie (z. B. „Was man weiß – was man wissen sollte“) abgefragt. Es waren Fragen, die mit guter Allgemeinbildung häufig beantwortbar waren. Der erste akustisch zugeschaltete Kandidat sagte nun eine Zahl zwischen 1 und 11 und konnte damit auch den Schwierigkeitsgrad der Frage festlegen. Der Kandidat hatte die Möglichkeit, eine sog. „Bedenkzeit“ zu erbitten; in dieser Zeit wurde für die Zuschauer eine aufsteigende Folge von Dominant-Septakkorden eingespielt. Wurde die Frage richtig beantwortet, kam eine Assistentin nach vorn zu der betreffenden Kabine und tauschte das dort an einem Haken angebrachte Punkteschild aus. Je höher die Punktezahl war, desto größer waren die Holztafeln und die aufgemalten Ziffern. Der Kopfhörer des ersten Kandidaten wurde abgeschaltet und der zweite wurde zugeschaltet. Dieser konnte nun einen anderen Punktewert nennen und bekam die dazugehörige Frage gestellt.
Hatte einer der Kandidaten 21 Punkte erreicht, war das Spiel zu Ende und er erhielt einen Sachpreis. Der Höchstpreis bei mehrfachem Gewinn in der Sendung war eine BMW Isetta.

## Sonstiges
Die ursprüngliche Show, die in den USA unter dem Titel Twenty One von 1956 bis 1958 im TV lief, sorgte dort für traurige Berühmtheit und für einen riesigen Skandal, weil die Gewinner vorher abgesprochen waren. Beinahe wären solche Shows im amerikanischen Fernsehen dadurch verboten worden. 1994 wurde von Robert Redford ein Film zu diesen Vorfällen gedreht, mit dem Titel Quiz Show.

## Fanartikel
Zur Sendung sind zwei Arten von Fanartikeln erschienen: Ein Quizbuch, welches Heinz Maegerlein selbst verfasst hat, und ein Gesellschaftsspiel, bei dem die Fragekarten, genau wie in der Sendung, von den – „wie immer lustigen“ – Zeichnungen von Manfred Schmidt verschönert worden waren.